# Jägerhaussiedlung
Die Jägerhaussiedlung ist ein Ortsteil von Hainburg an der Donau in Niederösterreich. Diese Siedlung liegt im Hochwasserabflussgebiet der Hainburger Donauauen gegenüber von Devín in der Slowakei. Den Namen erhielt sie vom bereits in der Kaiserzeit erbauten Jägerhaus, wo der Revierförster wohnte, der für dieses Gebiet zuständig war. Auch soll sich Kaiser Franz Joseph hier zur Jagd aufgehalten haben. Als Grenzschutz befand sich auf den Grundstücken der heutigen Jägerhaussiedlung seit dem Ersten Weltkrieg eine Soldatensiedlung. Erst in den 1930er-Jahren wurden 12 fixe Siedlungshäuser in gleicher Pfahlbauweise errichtet. Auf Betonpfeilern wurden in Holzbauweise im Grundriss 7 × 7 m große Wohneinheiten erbaut. Die Bauweise ist ein typischer Fachwerkbau aus Lärchen- und Fichtenholz, der mit Schilf umgeben und verputzt wurde.